# Zingiber bulusanense
Zingiber bulusanense là một loài thực vật có hoa trong họ Gừng. Loài này được Adolph Daniel Edward Elmer miêu tả khoa học đầu tiên năm 1919.

## Mẫu định danh
Mẫu định danh: Elmer A.D.E. 15178 và Elmer A.D.E. 16914; thu thập tương ứng vào tháng 11 năm 1915 và tháng 8 năm 1916 ở cao độ ~500 m, tọa độ khoảng 12°42′0″B 124°2′0″Đ / 12,7°B 124,03333°Đ, tại Irosin (núi Bulusan), tỉnh Sorsogon, đảo Luzon. Các syntype lưu giữ tại Trung tâm Nghiên cứu Sinh học Indonesia tại Cibinong (BO), Bảo tàng Lịch sử Tự nhiên Italia tại Firenze (FI), Nhà kính và Vườn thực vật thành phố Genève ở Genève, Thụy Sĩ (G), Naturalis ở Leiden, Hà Lan (L, chỉ có mẫu Elmer A.D.E 15178) và Naturalis ở Leiden, Hà Lan (U – trước năm 2010 thuộc phòng mẫu cây Đại học Utrecht).

## Từ nguyên
Tính từ định danh bulusanense lấy theo tên gọi núi Bulusan trên đảo Luzon, Philippines.

## Phân bố
Loài này có tại đảo Luzon, Philippines. Môi trường sống là rừng, ở cao độ khoảng 1.500 ft (460 m) trên núi Bulusan, đông nam đảo Luzon.

## Mô tả
Các cụm vài thân. Thân mập, dài 2 m hoặc hơn, mọc cao lên từ đáy, ngửa ra về phía đỉnh, dày 2,25 cm, màu xanh lục sẫm, phình to tại đáy, khoảng 1/3 chiều dài từ đáy không lá. Thân rễ ngắn, cong queo, phân nhánh ít và ngắn, xuất hiện như cụm nhiều mấu nhỏ; rễ dài, dạng sợi, màu ánh vàng như thân rễ, mọc từ cả hai đáy của thân và thân rễ. Lá to phân nhánh, mọc so le, cách nhau 3–6 cm, tiêu giảm và thưa thớt về phía đáy, nhiều hơn và hẹp hơn về phía phần xa, đầu nhọn thon thanh mảnh uốn ngược, như da, mặt dưới màu xanh lục nhạt hơn, khi già và khô màu nâu ánh lục không đều cả hai mặt, các lá nhỏ hơn hình mác, các lá to hơn thuôn dài hình mác, không cuống, dài 40 cm, rộng 6–7 cm tại gốc, mép thẳng, nhẵn nhụi, thon búp măng về phía đáy rộng với mép uốn ngược tại đáy; các gân bên nhiều, lệch, mờ nhạt; gân giữa màu nâu nhạt khi khô, nổi lên ở mặt dưới, có gờ, thưa lông dọc theo các bên của nó, chìm ở mặt trên về phía đáy; bẹ có lông tơ bẩn màu - đặc biệt về phía đỉnh, dễ dàng tách khỏi thân và xếp chồng, có gờ rõ nét, mép màu nâu ánh đỏ và nhẵn nhụi ở mặt trong; lưỡi bẹ gồm 2 phần cùn lồi ra, tù hoặc cắt cụt không đều tại đỉnh có lông rung, dài 5 mm, ngắn hơn trên các phiến lá nhỏ hơn, chủ yếu màu nâu ánh đỏ. Cuống cụm hoa dài 15–20 cm, dày 2 cm, thon búp măng, màu ánh lục, được che phủ bằng các lá bắc có tua viền màu ánh tía, mọc thẳng đứng từ thân rễ, từ ít tới thành cụm; đầu cụm hoa hình elipxoit-hình trứng, dài 12–20 cm, dày 8 cm; các lá bắc ngoài chứa nước, trở thành tách biệt khi quả thuần thục, còn không thì xếp lợp chặt, hình nêm ngược, dài 4 cm, bề ngang rộng đầy đủ tại đỉnh cắt cụt, tại đáy rộng khoảng 1/2, phần đỉnh dày nhất và cứng, phần ngoài uốn cong vào trong hay phần lộ ra màu đỏ, các phần khác màu trắng; lá bắc con hay lá bắc trong dài 3 cm hoặc hơn, rộng 8 mm tại đáy hay phần rộng nhất, như thủy tinh và đốm tía dọc theo các bên của mép về phía đỉnh tù, có sọc nhỏ, các bên xếp lợp, có lông tơ trên lưng về phía đỉnh có lông rung mịn, dần dần thon từ đáy tới đỉnh, thuôn dài; đài hoa dài 2 cm, hình ống, như thủy tinh, gân song song mờ nhạt, đốm tía về phía đỉnh cắt cụt, nhẵn nhụi, tách biệt rõ nét về phía đỉnh ở mặt bụng; ống tràng dài 3 cm, dần dần dày lên về phía phần xa, phần khác hình ống thanh mảnh; 3 thùy ngoài dài 1,5 cm, có gân mịn, đốm dọc theo mép và về phía đỉnh, như thủy tinh; các thùy bên hình mác rộng và với đỉnh nhọn, thùy giữa thuôn dài và với đỉnh tù; cánh môi dài 2 cm, khoảng 1/3 từ đáy nhiều gân và đốm, hình nêm; phần phiến hình tam giác, đáy gần như rộng bằng toàn bộ chiều dài, chia thành thùy con khó thấy tại đáy, gần nhọn tại đỉnh, như thủy tinh, đốm, mép mềm nhũn, hơi nhăn nheo và thường cuộn trong; phần rời của chỉ nhị ngắn, mỏng, dẹp; bao phấn dài 12 mm, rộng ~3 mm, thẳng, chẻ đôi tại cả hai đầu, nhẵn nhụi, mở rộng thành mỏ dài màu đốm tía; vòi nhụy hình chỉ, nhẵn nhụi, đốm và dần dần mập về phía đỉnh; đầu nhụy hình phễu, mép với lông rung như thủy tinh; bầu nhụy hơi nhẵn nhụi, với một đôi phần phụ thẳng màu trắng ánh vàng dài 4 mm. Quả nang chưa mở dài 3 cm, rộng khoảng 1,5 cm, cắt cụt ở đỉnh, nhọn cùn tại đáy, hình tam giác nhưng mặt bụng rộng hơn 2 mặt lưng, màu trắng, nứt từ đỉnh xuống dưới dọc theo 2 đường ráp bên và dọc theo ngăn lưng; 3 lá noãn không đều về chiều rộng, lá noãn lưng rộng và thẳng, 2 lá noãn bên ép ra phía ngoài và chia tách rộng gần phía đáy, các bên của các lá noãn uốn ngược khá rõ nét, thu được sức mạnh đủ để đẩy các lá bắc xếp lợp ra ngoài nhằm giúp cho hạt được thoát ra; hạt trong các ngăn bên 7-10, gắn vào thực giá noãn mập màu trắng thành 2 hàng gần nhau và so le theo kiểu cao dần lên, ngăn lưng chứa 1 tới vài hạt tại đỉnh ngăn; các hạt được bao quanh bằng màng (áo hạt) mọng thịt màu trắng và trở thành xé rách từ đỉnh về phía đáy, không cuống hoặc gần như không cuống, hạt dài 6 mm, dày ~3 mm, hình elipxoit hoặc hình trứng ngược, bóng, màu nâu ánh đen, ánh tía tại chỗ gắn ở đáy rốn hạt, thon búp măng hay góc cạnh rất khó thấy về phía đỉnh. Khi khô hạt được kiến phát tán, khi ẩm chúng bị rửa trôi.
Dễ dàng phân biệt Z. bulusanense với các loài Philippine khác ở chỗ các bẹ có lông tơ bẩn màu.